# Bad Abbach
Bad Abbach település Németországban, azon belül Bajorországban. Lakosainak száma 12 654 fő (2023. december 31.). Bad Abbach Teugn és Langquaid községekkel határos.

## Népesség
A település népessége az elmúlt években az alábbi módon változott:
| Lakosok száma | 1307 | 5122 | 3527 | 11 488 | 11 742 | 11 911 | 12 241 | 12 308 | 12 515 | 12 654 |
|               | 1925 | 1970 | 1975 | 2011   | 2013   | 2014   | 2016   | 2019   | 2021   | 2023   |